# Livingston (Californie)
Pour les articles homonymes, voir Livingston.
Livingston est une ville du comté de Merced en Californie, aux États-Unis.

## Démographie
| Groupe            | Livingston | Californie | États-Unis |
| ----------------- | ---------- | ---------- | ---------- |
| Blancs            | 40,3       | 57,6       | 72,4       |
| Autres            | 34,8       | 17,0       | 6,2        |
| Asiatiques        | 17,0       | 13,1       | 4,8        |
| Métis             | 4,2        | 4,9        | 2,9        |
| Amérindiens       | 2,7        | 1,0        | 0,9        |
| Afro-Américains   | 0,8        | 6,2        | 12,6       |
| Océaniens         | 0,1        | 0,4        | 0,2        |
| Total             | 100        | 100        | 100        |
|                   |            |            |            |
| Latino-Américains | 73,1       | 37,6       | 16,7       |

Selon l’American Community Survey, pour la période 2011-2015, 65,22 % de la population âgée de plus de 5 ans déclare parler l'espagnol à la maison, 18,52 % déclare parler le pendjabi, 12,59 % l'anglais, 1,24 % le portugais, 0,54 % le tagalog, 0,51 % l'ourdou et 1,39 % une autre langue.
| 1930 | 1940 | 1950  | 1960  | 1970  | 1980  |
| ---- | ---- | ----- | ----- | ----- | ----- |
| 803  | 895  | 1 502 | 2 188 | 2 588 | 5 326 |

| 1990  | 2000   | 2010   | - | - | - |
| ----- | ------ | ------ | - | - | - |
| 7 317 | 10 473 | 13 058 | - | - | - |